# Frideczky Ákos
Frideczky Ákos (Akúcius; Pozsony, 1900. november 30. – Nyitra, 1974. február 21.) mezőgazdász, főiskolai tanár, szakíró, fordító.

## Élete
Előbb Pozsonyban tanult népiskolában, majd Miskolcon, Kassán és a Pozsonyi Evangélikus Líceumban tanult. A magyaróvári Gazdasági Akadémián gazdászoklevelet szerzett, végül tanulmányait a budapesti Egyetemi Közgazdaságtudományi Kar mezőgazdasági szakán és a József Nádor Műszaki és Gazdaságtudományi Egyetemen folytatta, ahol 1939-ben doktorált.
1925-1938 között különböző egyházi gazdaságokban dolgozott (Bajcs-Haraszt-puszta, Csúz-Szentmiklóspuszta, Nána, Vágfüzes-Agyagos, Felsőszeli), 1938-ban a Kisalföldi Mezőgazdasági Kamara tanácsosa, 1939-től igazgatóhelyettese lett. 1945 után a nagysurányi, majd a szeredi cukorgyár célgazdaságában tevékenykedett. 1952-től a Nyitrai Mezőgazdasági Főiskola földművelési tanszékén lett tanár, 1953-1972 között az általános földművelés tanszékvezetője. 1965-től professzor.
A talajműveléssel, a trágyázással, a búza, a kukorica és a burgonya termesztésével foglalkozott. A gödöllői Agrártudományi Egyetem 1970-ben a mezőgazdasági tudományok tiszteletbeli doktorává avatta. A Szlovák Mezőgazdasági Akadémia tagja.

## Művei
Számos szak- és népszerűsítő cikket írt magyarul és szlovákul. Számos szlovák és cseh szakkönyvet fordított magyarra.
- 1939 A búza jobb bokrosodásának kihasználása a termésfokozás céljából
- 1954 Špaldon, E.: Fonalas és rostnövények termesztése. Bratislava (fordítás)
- 1958 Hlavač, J.: A burgonya termesztése. Budapest (fordítás)
- 1955 Hlavac, J. – Bojnansky, V.: A burgonya. Bratislava (fordítás)
- 1961-1962 Základy agrotechniky 1–2
- 1962 Musil, S. - Skaloud, J.: Növényvédelem. Bratislava (fordítás)
- 1963 Obrábanie pôdy
- 1964 Talajművelés. Bratislava
- 1969 Základná agrotechnika